# 衛生棉條

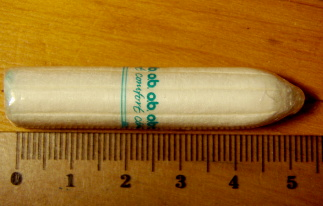
玻璃紙包裝的衛生棉條

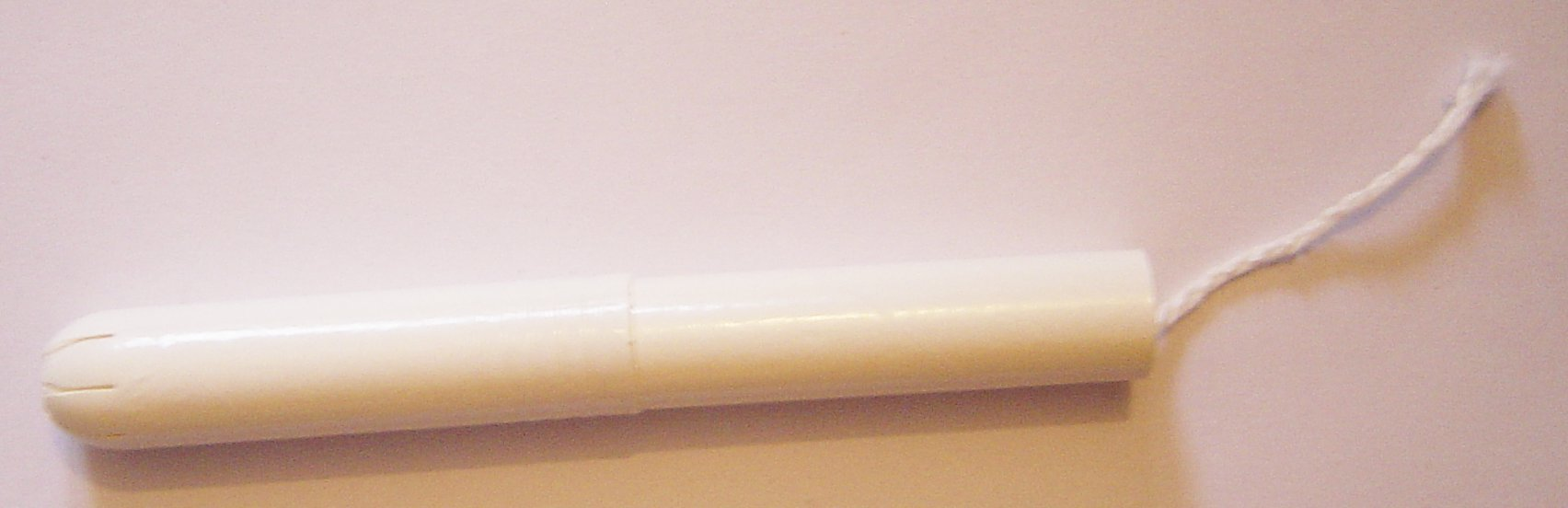
導管型衛生棉條

衛生棉條（英語：Tampon）或稱棉條，是一種圓柱狀的吸收材料，作為女性月經來潮時的衛生用品，用以置入陰道中吸收經血。英語中的名稱「tampon」直接借自法語，意為一塊堵塞孔洞的布料、栓或塞。

## 衛生棉條的歷史
古代希臘的女性常會將麻布包覆在木頭上，類似於現代的衛生棉條。
導管式的衛生棉條是由美國丹佛的Earle Haas医生於1929年發明，1931年申請專利，1936年在美國上市。另一種說法是，衛生棉條是由西德的一位婦科女醫師，在1950年所設計出來的女性用品。由于使用卫生棉条不影响衣着和运动，受到了许多人的青睐，欧美女性使用较多。由于多數亚洲人並不習慣使用置入性衛生用品，卫生棉条在亚洲国家的女性中使用比例較少。
全球有一些地方将卫生棉条列为医用品。美国药监局将其列为二级医疗用品。台灣衛生署1989年公告實施法令中，明列衛生棉條歸類為2級侵入式醫療用品。

## 棉條的構造與類型
衛生棉條的材質主要是由棉、人造纖維或這兩種材質混合而成，有直徑1公分到1.9公分等尺寸，尾端附有棉線（拉繩）。衛生棉條的尖端的圓弧程度各家廠牌有所不同，讓使用者可依自己的使用習慣選擇。衛生棉條的本體上常有直線型或斜紋型的壓痕，可增加衛生棉條導流的能力，在吸收經血膨脹時能與陰道壁貼合。
導管型的衛生棉條附紙質或塑膠質導管，方便使用者導入棉條。導管整體構造又分為外管和內管。外管的表面平滑，前端是圓頭的，以便插入。外管前端是圓滑的半球狀，並有類似花瓣狀的開口，圓滑的設計能方便插入陰道。內管是一枝推桿，以活塞的方式的將外管內的衛生棉條從外管前端的瓣型開口推出，從而把衛生棉置入陰道內，然後便可把外管及內管一併拔出，而帶有繩子的衛生棉則會留在陰道內。

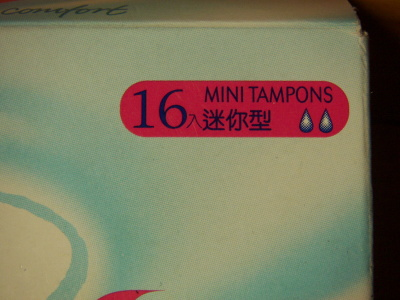
衛生棉條標示法。兩個水滴表示吸收力在6至9克之間

和衛生棉一樣，衛生棉條也有吸收力的不同，由於衛生棉條的吸收力被認為和導致婦女中毒休克症候群有關，1988年後，美国食品药品监督管理局（FDA）明確定出衛生棉條吸力的標準。
| # | 分類項   | 標示法1                | 標示法2                      | 標示法3    |
| - | -------- | ---------------------- | ---------------------------- | ---------- |
| 1 | 小於6克  | Low absorbency         | Junior(Mini; Lite)absorbency | 一個水滴圖 |
| 2 | 6-9克    | Medium absorbency      | Regular absorbency           | 兩個水滴圖 |
| 3 | 9-12克   | Medium-high absorbency | Super absorbency             | 三個水滴圖 |
| 4 | 12-15克  | High absorbency        | Super plus absorbency        | 四個水滴圖 |
| 5 | 15-18克  | Very high absorbency   | Ultra absorbency             | --         |
| 5 | 大於18克 | Highest absorbency     |                              | --         |

## 使用方法
- 玻璃紙包裝：使用前先將雙手洗淨，將衛生棉條上的封條撕開，去除尾端的玻璃紙，然後將棉線鬆開，一手捏著衛生棉條的尾端，另一手去除尖端的玻璃紙，接著把衛生棉條置入陰道中，推入的深度約兩個指節，棉線露出體外。
- 導管式包裝：這類包裝的衛生棉條完全包覆在導管中，不必擔心手接觸汙染的問題。使用時將導管外管前端與陰道口接觸，將內管向前推，以類似注射的方式，將棉條推入陰道內，再將導管（外管和內管）一起移除。

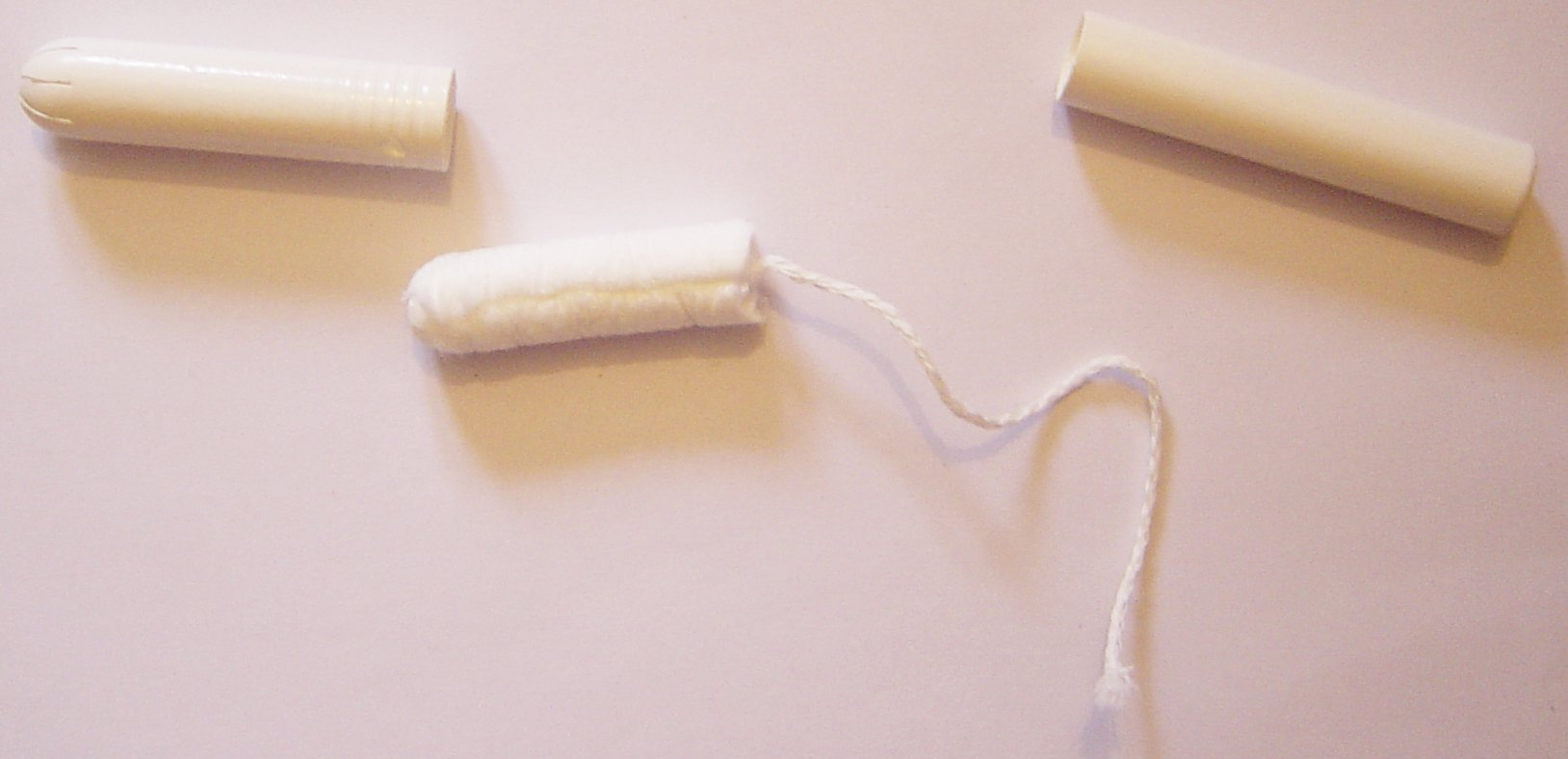
一個導管型衛生棉條的部件。左邊的是外管。中間的是連著棉線（拉繩）的棉條本身。右邊的是內

置入時的姿勢可採用坐式、雙腳微彎的立姿和單腳跨在椅上的立姿三種，目的是讓陰道口能微微張開，讓衛生棉條能順利置入。如果無法順利置入，可以稍微改變推入的角度，就可以順利推入了。如果在行走和活動時會感覺到衛生棉條的存在，表示置入的深度不夠，可以再將它放深一點。
取出時只要利用棉線（拉繩）將衛生棉條拉出即可，如果找不到棉線，可以以排遺用力的方式，將衛生棉條推擠出體外，無法將衛生棉條順利由身體移除時，請儘快找專業醫生求助。
使用卫生棉条要注意及时更换。
各國專家對於棉條使用時間的建議：
- 德國衛生局（German Health Authority）：一天至少更換兩次
- 美国食品药品监督管理局：衛生棉條使用可長達八小時
- 匈牙利婦產科醫師學會（Hungarian Chamber Obstetricians and Gynecologists）：宜每六到八小時更換一次
- 澳洲衛生局（英语：Minister for Health (Australia)）：宜每六到八小時更換一次

更換的時間間距也會因人和流量而異，使用者可依棉線上是否有經血滲出，當作更換的依據。
如廁時，棉線容易被排泄物汙染，如果發現棉線汙染，應更換新的衛生棉條。

## 棉條的迷思
許多尚無性經驗的女性對於使用衛生棉條最大的疑慮就是棉條是否會對處女膜造成傷害。根據Emans博士於1994年發表的研究中顯示，在無性經驗的女性中習慣衛生棉使用者與習慣棉條使用者的處女膜並無顯著差異。原因是處女膜是具彈性的組織，其開口直径約有2.5公分，而衛生棉條的直徑約1.5公分，在正確使用的情形下，並不會對處女膜造成很大的傷害。
在夜間睡眠期間仍然可以使用衛生棉條，但是夜間時間較長，可以選用吸收力較弱的棉條搭配衛生棉使用，若仍有健康的顧慮，可以使用衛生棉代替。
部分使用衛生棉條的女性，是為了能在月經週期間能夠從事游泳、泡溫泉等活動，以人體的生理結構而言，水是不會跑進陰道裡面，但是使用衛生棉條從事這類活動時，仍然要注意衛生與清潔問題。
也有人擔心棉線（拉繩）會斷裂。由於衛生棉條是高密度的壓縮體，將棉線緊壓於棉條本體之中，使棉線可承受29.4牛頓以上的拉力，不用擔心棉線會被拉斷。

## 相關疾病
- 中毒休克症候群（TSS）：近一半的TSS发生于经期中的女性，所幸这种疾病极其罕见。由于卫生棉条与阴道上皮细胞接触紧密，可能使机体的抵抗力下降，由于更换间隔时间过长，子宮內膜因為衛生棉條的吸收而乾裂，而导致阴道内一种金黄色葡萄球菌進入血液循環系統，产生喉咙痛、发烧、关节及肌肉酸痛、血压下降的症状，严重者甚至休克。卫生棉条的吸收力太好，使用者可能会认为不用经常更换，从而使感染的机会增加，因此认为卫生棉的吸收力与中毒休克症候群（TSS）相关。

改善方式是使用者應注意自己的使用狀況，並勤於更換衛生棉條，最好能以棉條和衛生棉交替使用。